# Melyvonnea
Melyvonnea, rod crvenih algi iz porodice Mesophyllumaceae opisan 2014. godine. Postoji nekoliko vrsta. Tipična je morska alga M. canariensis.
Rod je diobio ime u čast Yvonne M. Chamberlain.

## Vrste
1. Melyvonnea aemulans (Foslie & M.Howe) Athanasiadis & D.L.Ballantine
2. Melyvonnea canariensis (Foslie) Athanasiadis & D.L.Ballantine - tip
3. Melyvonnea erubescens (Foslie) Athanasiadis & D.L.Ballantine
4. Melyvonnea madagascariensis (Foslie) Athanasiadis & D.L.Ballantine